# Nœux-lès-Auxi
Nœux-lès-Auxi là một xã trong tỉnh Pas-de-Calais, vùng Hauts-de-France, Pháp.

## Địa lý
Nœux-lès-Auxi có cự ly 31 dặm (50 km) phía tây Arras, tại giao lộ của các tuyến đường D17 và D117.

## Dân số
| 1962                                                              | 1968 | 1975 | 1982 | 1990 | 1999 | 2006 |
| ----------------------------------------------------------------- | ---- | ---- | ---- | ---- | ---- | ---- |
| 208                                                               | 205  | 160  | 172  | 186  | 204  | 174  |
| Số liệu điều tra dân số tính từ năm 1962, dân số chỉ tính một lần |      |      |      |      |      |      |